# ماره

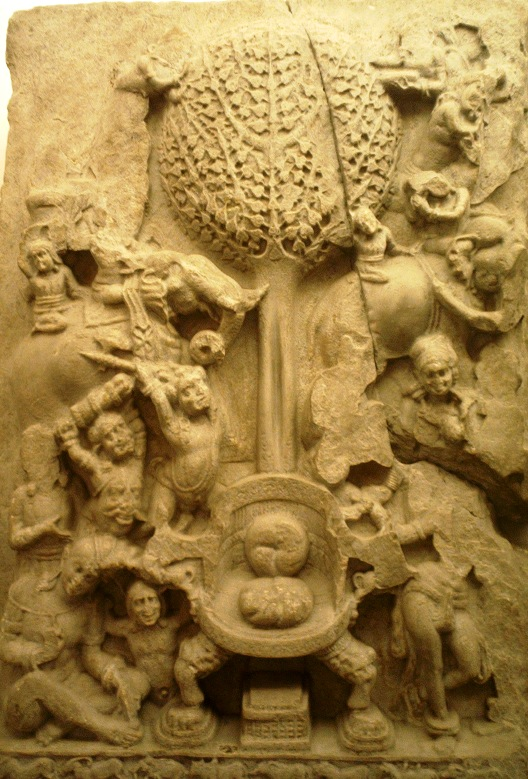
حملهٔ ماره به بودا (در این حکاکی، بودا تنها به‌طور نمادین و به صورت تختگاه خود نمایش داده شده)، سدهٔ دوم میلادی، آماراواتی (هند).

در دین بودا، مارَه دیوی است که به هنگام رسیدن گوتاما بودا به مرحلهٔ "بیداری" و "فلسفه اشراق" کوشید تا بودا را فریب دهد.
ماره به شکل زنی زیبا ظاهر شد که در برخی متون بودایی او را در شکل دختر بودا ذکر کرده‌اند.
در کیهان‌شناسی بودایی، ماره نماد بی‌مهارتی و "مرگ" زیست روحانی است. ماره اغواگر است و اندیشهٔ انسان‌ها را از روحانی بودن جدا می‌کند. وی این کار را از طریق فریبنده نشان دادن جهان خاکی و مثبت نمایاندن منفی‌ها انجام می‌دهد.
داستان‌های بسیاری نقل شده‌است درباره ترفندهای مارَه در جهت ایجاد خلل در روح ریاضت‌جوی گئوتَمَه از لحظه ترک خانه و آغاز راه یا هنگامی که، زیر درخت بیداری، بی‌حرکت و مصمّم و پایدار و ثابت نشسته بود و توجهی به رگبار سنگ و تیرِ مارَه و یارانش، که به محض نزدیک شدن به او به گُل بدل می‌شد، نداشت (این حمله با «لمس کردن زمین» از جانب گئوتَمَه پاسخ گفته شد یعنی بودای آینده، با لمس کردن زمین به انگشتش، آن را احضار کرده و برای برتری خویش به شهادت گرفت) یا زمانی که بودا بر همه موانع دنیوی غلبه یافت و مارَه، برای جلوگیری از اشاعه دین وی، تلاش می‌کرد که وی را وا دارد که هر چه زودتر به نیروانه نایل شود.
واژه سانسکریت ماره در بن و ریشه خود با واژه‌های مردن و مرگ فارسی هم‌ریشه است.

## ویژگی‌ها
ماره فریبکار و مرگ‌آفرین خدایی است که، در افسانه و کیهان‌شناسی بودایی، سرور بومِ احساس, آرزو و دشمن اصلی بودا و پیروان وی است. لقب اصلی ماره بدکار، اغواگر و دشمن، در ادبیات بودایی، «شیـطان» است. او را ناموچی به معنای «نبخشیدنی، رها و رستگارنشدنی» نیز نامیده‌اند. مَرکبِ وی فیلی است و او اسیرانش را در دام اندیشه‌ها و لذات مادی و این‌جهانی گرفتار و به تحمل رنج و مرگ‌های مکرّر دچار می‌سازد.
در کتاب‌های مقدس بودایی، مارَه خدای مرگ و نیز خدای زندگی یعنی خدای باززایی است. وی همان «ریژ و کام» (شهوت و خواست) است چرا که «آرزو و خواست» دلیل وجودی زایش و مرگ است و، از آن‌جا که بودا رهاننده آدمیان از تولد و مرگ دوباره است، ماره شیطان‌صفت دشمن خصوصی بودا و آیین اوست و به وسوسه و اغوای بودا و پیروان وی می‌پردازد و همواره می‌کوشد تا سدّی بر سر راه بوداسف‌ها، بودا یا پیروانش ایجاد کند.
در بوداگرایی سنتی چهار ماره تعریف می‌شود:
- ماره احساسات نابجا (کلسا-ماره)
- ماره مرگ (مرتیه-ماره)
- ماره به عنوان استعاره‌ای برای تمامی وجود مشروط (اسکنده ماره)
- ماره به عنوان پسر خدا (دواپوتره ماره)

در فلسفه مدَرْسی، سه مارَه: و در متون پالی، سه، چهار یا شش مارَه قابل تشخیص است. اما، در نظریه‌های متأخر بودایی، میلیون‌ها مارَه به رهبریِ سَرـ مارَه وجود دارد.
ماره صاحب سه دختر به نام‌های ترسنا «عطش و تشنگی حیات»، رتی «آرزو و خواست» و رگه «لذت و شادی» است.
ماره، هرچند در بیشتر افسانه‌ها به صورت شخصیتی ملموس و عینی ظاهر می‌شود، در حقیقت، نمود تمایلات و شهوات و ترس‌ها و تردیدها و پندارهایی است که سدّ راه «بودا» شدن است. از این رو، خشم و بینش‌های نادرست دام‌های اویند و قید و بند و آلودگی و فساد و ویرانی لشکریان او. فرزندانش تمنا و خواست، شهوات، سردرگمی، سرآسیمگی، لذت و غرورند. ماره خود، به اشکال گوناگون، با تاریکی، نادانی، بی‌خبری، ناپاکی، فساد و انحطاط، که پایه کام‌جویی است و، از این رو، زادمُرد (=تولد و مرگ مکرّر) را تسریع می‌کند، یکی دانسته شده‌است.
ماره میراننده بازنمایِ نیروی شرّی معنوی است که شاکیه‌مونی بودا به خوبی از رویارویی و غلبه بر آن آگاه بود. ماره فریبکار، به دو صورت شهوت و مرگ، دشمن همزادِ همه کسانی است که می‌کوشند به وضع ساکن و بی‌مرگ نیروانه نایل شوند. باید توجه داشت که چیرگی قطعی بر ماره، در هر سطح معنوی یا عامه‌پسند، عنصر جدایی‌ناپذیر این اسطوره است.